# غانز للنقل
غانز للنقل (بالمجرية: Ganz vállalatok ) هي مجموعة من الشركات التي تعمل بين عامي 1845 و 1949  في بودابست ، المجر . سميت باسم إبراهيم غانز، مؤسس ومدير الشركة. ربما تشتهر بتصنيع عربات الترام، ولكنها كانت أيضًا رائدة في تطبيق التيار المتردد ثلاثي المراحل على السكك الحديدية الكهربائية . صنع جنز أيضًا سفن ( جانز دانوبيوس) ، هياكل الصلب الجسر ( Ganz Acélszerkezet ) والمعدات ذات الجهد العالي ( Ganz Transelektro ). 

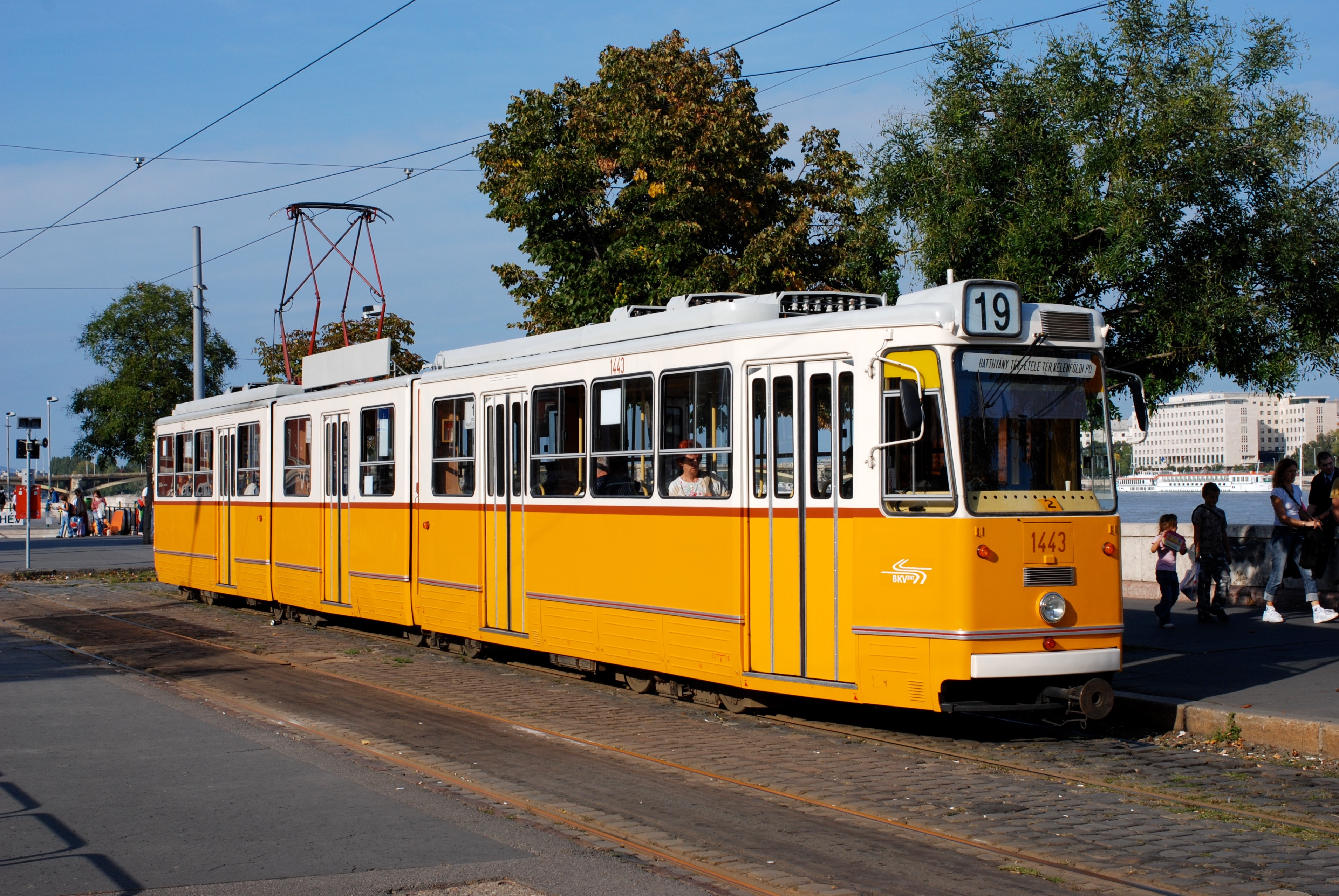
مترو بودابست من أهم صناعات الشركة

في أوائل القرن العشرين، شهدت الشركة ذروتها، وأصبحت ثالث أكبر مؤسسة صناعية في مملكة المجر بعد شركة Manfréd Weiss Steel and Metal Works وشركة MÁVAG . منذ عام 1989 ، تم الاستيلاء على أجزاء مختلفة من Ganz من قبل شركات أخرى.

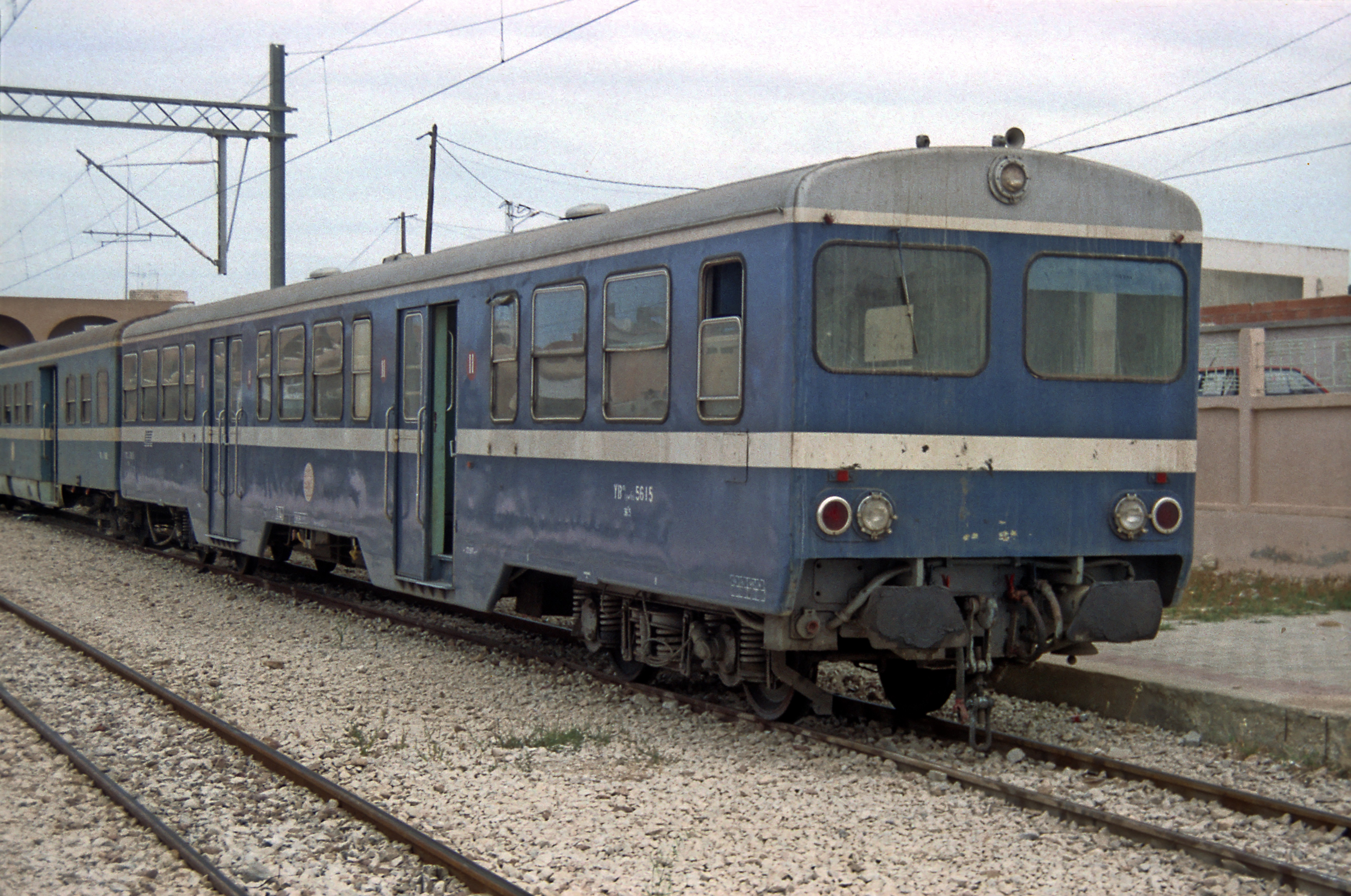
صورة لأحد القطارات في تونس من أهم صادرات غانز للنقل

## الصنعات الحربية
تشتهر هذه الشركة أيضا بصنعات عسكرية أو حربية منذ سنة 1845.

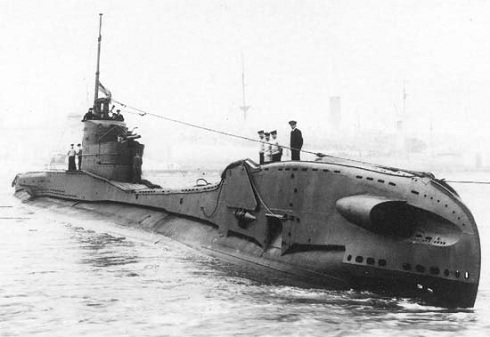
غواصة عسكرية من صناعات الشركة